# Миколаївка (Аполлонівський старостинський округ)
Микола́ївка —  село в Україні, у Берестинському районі Харківської області. Населення становить 47 осіб. Орган місцевого самоврядування — Аполлонівська сільська рада.
Після ліквідації Сахновщинського району 19 липня 2020 року село увійшло до Красноградського (Берестинського) району.

## Географія
Село Миколаївка знаходиться на лівому березі річки Оріль, вище за течією на відстані 2 км розташоване село Олексіївка, нижче за течією на відстані 1 км розташоване село Аполлонівка, на протилежному березі — село Степанівка. Поруч проходить автомобільна дорога Р79.

## Історія
- 1870 — дата заснування.